# Điện não đồ

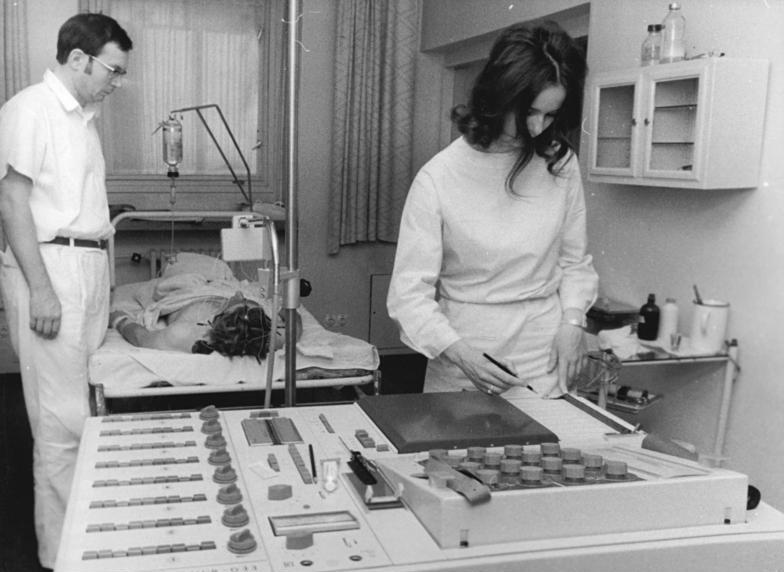
Thử nghiệm điện não đồ.

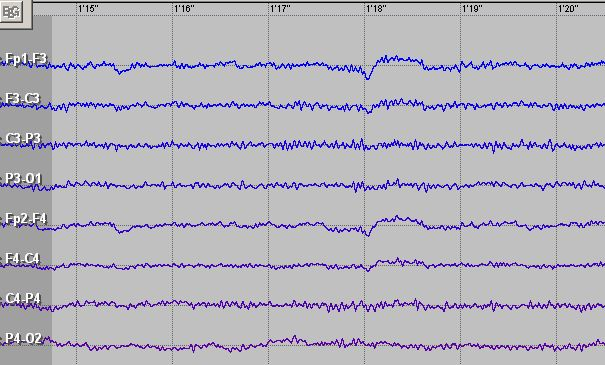
Một bản điện não đồ.

Điện não đồ là một phương pháp nhằm ghi lại những xung điện từ các neuron trong não. Đa số thử nghiệm điện não đồ là để định dạng chứng động kinh.

## Lịch sử
- 1875 Richard Caton, bác sĩ vùng Liverpool, viết trong báo y học Anh về phát hiện điện trường trong não của thỏ và khỉ.
- 1890 Beck công bố thí nghiệm cho thấy điện trong não của chó và thỏ dao động khi có thay đổi ánh sáng.[1]
- 1812 Vladimir Pravdich-Neminsky, bác sĩ Nga, trình bày điện não đồ đầu tiên và ghi được xung điện neuron của não chó.[2]
- 1914 Cybulsky và Jelenska-Macieszyna chụp ảnh được điện não đồ của cơn động kinh thí nghiệm.
- 1920 Hans Berger, báb sĩ Đức dùng điện não đồ cho con người. Từ EEG do ông đặt ra. Edgar Douglas Adrian sau đó tiếp nối công trình của ông.
- 1934 Bác sĩ Fisher và Lowenback ghi được sóng bất thường trên ĐNĐ của bệnh nhân bị động kinh.
- 1935 Các chuyên khoa Gibbs, Davis và Lennox nhận ra được các loạt sóng bất thường của bệnh nhân bị động kinh - ngay cả lúc chưa lên cơn. Đây là bước ngoặt lớn trong khoa nghiên cứu dùng ĐNĐ để chẩn đoán bệnh động kinh. Cùng năm, nhà thương lớn tại Massachusetts bắt đầu sử dụng điện não đồ.
- Franklin Offner, giáo sư lý sinh đại học Northwestern thiết kế ĐNĐ với khả năng ghi nét mực của sóng trên giấy cuộn.
- 1947 Hội Nghiên cứu ĐNĐ Hoa Kỳ thánh lập và mở hội nghị quốc tế về ĐNĐ.
- 1957 Aserinsky và Kleitmean trình bày sóng ĐNĐ của não người đang mơ ngủ (cấp độ ngủ với mắt di chuyển nhanh)